# نصف عذراء (فلم)
نصف عذراء هو فيلم درامي رومانسي مصري، إنتاج عام 1961، من إخراج السيد بدير، وسيناريو محمد مصطفى سامي، وبطولة زبيدة ثروت، محسن سرحان، محرم فؤاد، حسين رياض، عبد المنعم إبراهيم، نادية لطفي.

## قصة الفيلم
أنور (محسن سرحان) طبيب نفسي مصاب بعقدة حسية، لذا فإنه يحاول استخدام الطب النفسي والتنويم المغناطيسي في السيطرة على بعض النساء اللاتي يحبهن، تتردد زينب (زبيدة ثروت) الفتاة البريئة على عيادته فهي تصاب بصدمة كلما شاهدت غروب الشمس. تخفي أمر هذه الزيارات عن أسرتها، خاصة خطيبها جلال (محرم فؤاد)، يتمكن أنور من السيطرة على الفتاة، تكتشف أم زينب (عزيزة حلمي) أن ابنتها ليست عذراء يتم إتهام جلال أنه السبب، ويحاول جلال تبرئة نفسه بالبحث عن الحقيقة، يساق الأمر إلى المحكمة، وتعترف زينب بالحقيقة، وفي المحكمة تأتي بعض النساء من ضحايا الدكتور أنور ويكشفن مرضه، تتم تبرئة جلال ويتزوج من زينب.

## فريق العمل
- إخراج: السيد بدير
- تأليف: محمد مصطفى سامي
- تمثيل:
  - زبيدة ثروت ... زينب
  - محسن سرحان ... أنور
  - محرم فؤاد ... جلال
  - حسين رياض ... الأب
  - عبد المنعم إبراهيم ... '
  - نادية لطفي ... '

## روابط خارجية
- مقالات تستعمل روابط فنية بلا صلة مع ويكي بيانات